# Condado de Lawrence (Pensilvania)
El condado de Lawrence (en inglés: Lawrence County), fundado en 1849, es uno de 67 condados del estado estadounidense de Pensilvania. En el censo del año 2000, el condado tenía una población de 94,643 habitantes y una densidad poblacional de 101 personas por km². La sede del condado es New Castle.

## Geografía
Según la Oficina del Censo, el condado tiene un área total de 940 km² (362,9 mi²), de la cual 935 km² (361 mi²) es tierra y 5 km² (1,9 mi²) (0.63%) es agua.

### Condados adyacentes
- Condado de Mercer (norte)
- Condado de Butler (este)
- Condado de Beaver (sur)
- Condado de Columbiana (Ohio) (suroeste)
- Condado de Mahoning (Ohio) (Oeste)

## Demografía
Según el censo de 2000, había 94,643 personas, 37,091 hogares y 25,889 familias residiendo en la localidad. La densidad de población era de 101 hab./km². Había 39,635 viviendas con una densidad media de 42 viviendas/km². El 94.98% de los habitantes eran blancos, el 3.61% afroamericanos, el 0.10% amerindios, el 0.27% asiáticos, el 0.01% isleños del Pacífico, el 0.19% de otras razas y el 0.84% pertenecía a dos o más razas. El 0.56% de la población eran hispanos o latinos de cualquier raza.

## Localidades

### Ciudades

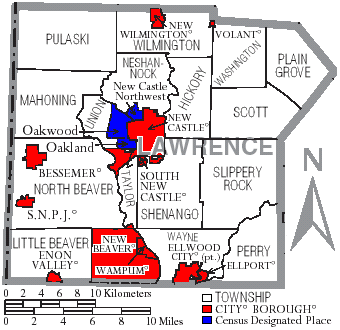

New Castle 

### Boroughs
Bessemer |
Ellport |
Ellwood City |
Enon Valley |
New Beaver |
New Wilmington |
S.N.P.J. |
South New Castle |
Volant |
Wampum 

### Municipios
Hickory |
Little Beaver |
Mahoning |
Neshannock |
North Beaver |
Perry |
Plain Grove |
Pulaski |
Scott |
Shenango |
Slippery Rock |
Taylor |
Union |
Washington |
Wayne |
Wilmington 

### Lugares designados por el censo
Lugares designados por el censo son áreas geográficas designadas por la Oficina del Censo de los Estados Unidos con propósitos para datos geográficos. No están bajo la jurisdicción de las leyes de Pensilvania.
Chewton |
Frizzleburg |
New Bedford |
New Castle Northwest |
Oakland |
Oakwood 

## Transporte

### Aeropuertos
- Aeropuerto Municipal de New Castle (Union Twp)

### Transporte público
- New Castle Area Transit Authority

### Carreteras principales
- Interestatal 76
- Interestatal 79
- Interestatal 376
- Ruta de Pensilvania 18
- Ruta de Pensilvania 65
- Ruta de Pensilvania 388
- Ruta de Pensilvania 551
- U.S. Route 19
- U.S. Route 224
- U.S. Route 422